# Museo della fotografia di Salonicco
Il museo della fotografia di Salonicco (in greco: Μουσείο Φωτογραφίας Θεσσαλονίκης) è un centro museale ellenico.